# Leif Rune Salte
Leif Rune Salte (Bryne, 28 novembre 1966) è un ex calciatore norvegese, di ruolo difensore.

## Carriera

### Club
Salte vestì la maglia del Bryne dal 1985 al 1990. Esordì nella 1. divisjon in data 2 giugno 1985, subentrando a Paal Fjeldstad nella sconfitta per 3-2 sul campo dello Start. Con questa maglia, vinse la Coppa di Norvegia 1987. Nel 1992, fu in forza al Viking. Debuttò con questa casacca in data 24 maggio, in occasione del pareggio per 1-1 contro il Kongsvinger. Nel 1993 tornò al Bryne, rimanendovi in forza fino all'anno seguente.

### Nazionale
Salte giocò una partita per la Norvegia.

## Palmarès

### Club

#### Competizioni nazionali
- Coppa di Norvegia: 1

Bryne: 1987